# Daniel Bashiel Warner
Daniel Bashiel Warner (19. dubna 1815, Baltimore County, Maryland – 1. prosince 1880, Libérie) byl liberijský politik, který v letech 1864 až 1868 zastával funkci prezidenta Libérie.

## Mládí a počátky kariéry
Daniel Bashiel Warner byl Afroameričan, který se narodil v Marylandu otci, jež byl propuštěným otrokem a farmářem a který získal svobodu rok před jeho narozením. Datum jeho narození není zcela zřejmé. Některé zdroje udávají za datum jeho narození 19. dubna 1815. V dokumentech Americké kolonizační společnosti v roce 1823, v době kdy přicestoval na lodi Oswego do Libérie, je uveden jako devítiletý.
Patřil k americko-liberijské elitě a před svým zvolením do funkce prezidenta byl členem Sněmovny reprezentantů, které v letech 1848 až 1849 předsedal. Byl také senátorem. Je autorem textu liberijské hymny All Hall, Liberia, Hail!, která se stala oficiální liberijskou hymnou v roce 1847.

## Funkce prezidenta
Warnerovým hlavním cílem ve funkci prezidenta bylo rozvíjení vztahu mezi vládou a domorodým obyvatelstvem, zejména s lidmi žijícími ve vnitrozemí. Zorganizoval první expedici vedenou Bengaminem J. K. Andersonem do pralesa. V roce 1868 Anderson podnikl cestu do vnitrozemí, aby podepsal obchodní smlouvu s králem Musardu. Během cesty si pečlivě dělal poznámky o národech, zvycích i přírodních zdrojích navštívených oblastí a své poznatky publikoval. Liberijská vláda tyto informace využila k zisku omezené kontroly nad vnitrozemskou oblastí.